# Coffea benghalensis
Coffea benghalensis é uma espécie de Coffea encontrada na Índia, Bangladesh, Butão e Nepal.
É encontrado principalmente em florestas tropicais e subtropicais úmidas de folhas largas em áreas úmidas, como ao longo de riachos, mas também pode ser encontrado em florestas mistas secas e em florestas Shorea robusta, como o Mahananda Wildlife Sanctuary em Bengala Ocidental, bem como florestas de monções, onde forma uma espessa camada de vegetação rasteira. É uma espécie comum em toda a sua extensão em áreas como as florestas de Bengala Ocidental e Meghalaya, e em algumas áreas, como a bacia do rio Gandaki, no Nepal, é um componente importante da flora arbustiva.
É frequentemente encontrado em locais perturbados, como florestas Shorea robusta, bem como áreas de resíduos, indicando um grau de tolerância à perturbação do habitat. No entanto, pode ser ameaçado em algumas áreas pela destruição do habitat para expansão agrícola e urbana, e alguns de seus principais habitats, como as florestas decíduas úmidas das Planícies do Ganges Inferior, foram altamente impactados por isso.